# Edwig Van Hooydonck
Edwig Van Hooydonck (Ekeren, 4 de agosto de 1966) é um ex-ciclista belga, que foi profissional entre 1986 e 1996. Ele terminou em último lugar no Tour de France 1993.[carece de fontes?]